# 武文密
武文密（越南语：／），越南南北朝時期後黎朝的反莫將領，稱嘉國公，鎮宣光地方，並於該地擁有世襲地位。

## 事跡
武文密是後黎朝時期嘉祿巴東人。1527年，莫登庸篡奪後黎朝皇位，建立莫朝（亦即北朝），建都昇龍，1533年黎氏舊臣亦於清化擁立黎莊宗，是為南朝。約於二十世紀初成書的《南國偉人傳》稱他是武文淵之弟，在武文淵死後「繼領其衆」。另外據《大越史記全書·本紀續編·黎紀·中宗武皇帝紀》及《欽定越史通鑑綱目》等史書記載，武文密原為「宣光土將」，1551年曾參與對莫作戰：「太師諒國公鄭檢使莫降將黎伯驪與武文密等，進迫京師（昇龍）。莫福源奔金城（在今越南海陽省金城縣），留莫敬典為都總師，將兵拒守。」
又據越南史籍所載，武文密本鎮守宣光，由於替後黎朝討敵有功，獲得世襲。《大越史記全書·本紀續編·黎紀·玄宗穆皇帝》載：「初，宣光安北（一作安西）營嘉國公武文密於恢復之日，率兵從義，累有功勞，先朝仍鎮宣光地方，許以世守傳襲。」《南國偉人傳》亦提到他在位時，宣光鎮出現一派繁榮景象，「商旅輳集，士庶蕃盛，稱為樂土」。其後，由兒子武公紀繼承其職。